# Golicynowie
Golicynowie (ros. Голицыны) – rosyjski ród kniaziowski (książęcy) pochodzenia litewskiego, który wziął swoje nazwisko od przezwiska protoplasty – żyjącego w XVI wieku kniazia Michała, zwanego Galitsa, będący gałęzią dynastii Giedyminowiczów.

## Historia
Bezpośrednim przodkiem kniaziów Golicynów był zmarły między 1437 a 1447 rokiem kniaź Jerzy (posiadający w Moskwie status bojara), syn kniazia litewskiego Patryka Narymuntowicza i wnuk Narymunta Gleba Giedyminowicza (syna wielkiego księcia litewskiego Giedymina), ożeniony z księżniczką moskiewską Anną, córką Dymitra I Dońskiego. Najbliższymi krewnymi kniaziów Golicynów byli kniaziowie Kurakinowie.
Spokrewniona z dynastią panującą rodzina kniaziów Golicynów od początku należała do najpotężniejszych i najbardziej wpływowych rodów rosyjskich. Jej przedstawiciele piastowali liczne urzędy w imperium rosyjskim. Kres świetności nastąpił wraz z wybuchem rewolucji październikowej w 1917 roku, kiedy to została poddana represjom cała arystokracja rosyjska.
Nieliczni potomkowie rodu, którym udało się przetrwać czasy komunizmu, żyją do dziś w Rosji. Duża grupa żyje na emigracji w krajach Europy Zachodniej oraz za oceanem.
Jeden z przedstawicieli rodu, książę Piotr Golicyn (ur. 1955), ożenił się w 1981 w Belgii z arcyksiężniczką austriacką, Marią Anną z dynastii habsbursko-lotaryńskiej (wnuczką ostatniego władcy Austro-Węgier Karola I Habsburga), z którą ma sześcioro dzieci, w tym dwóch synów.

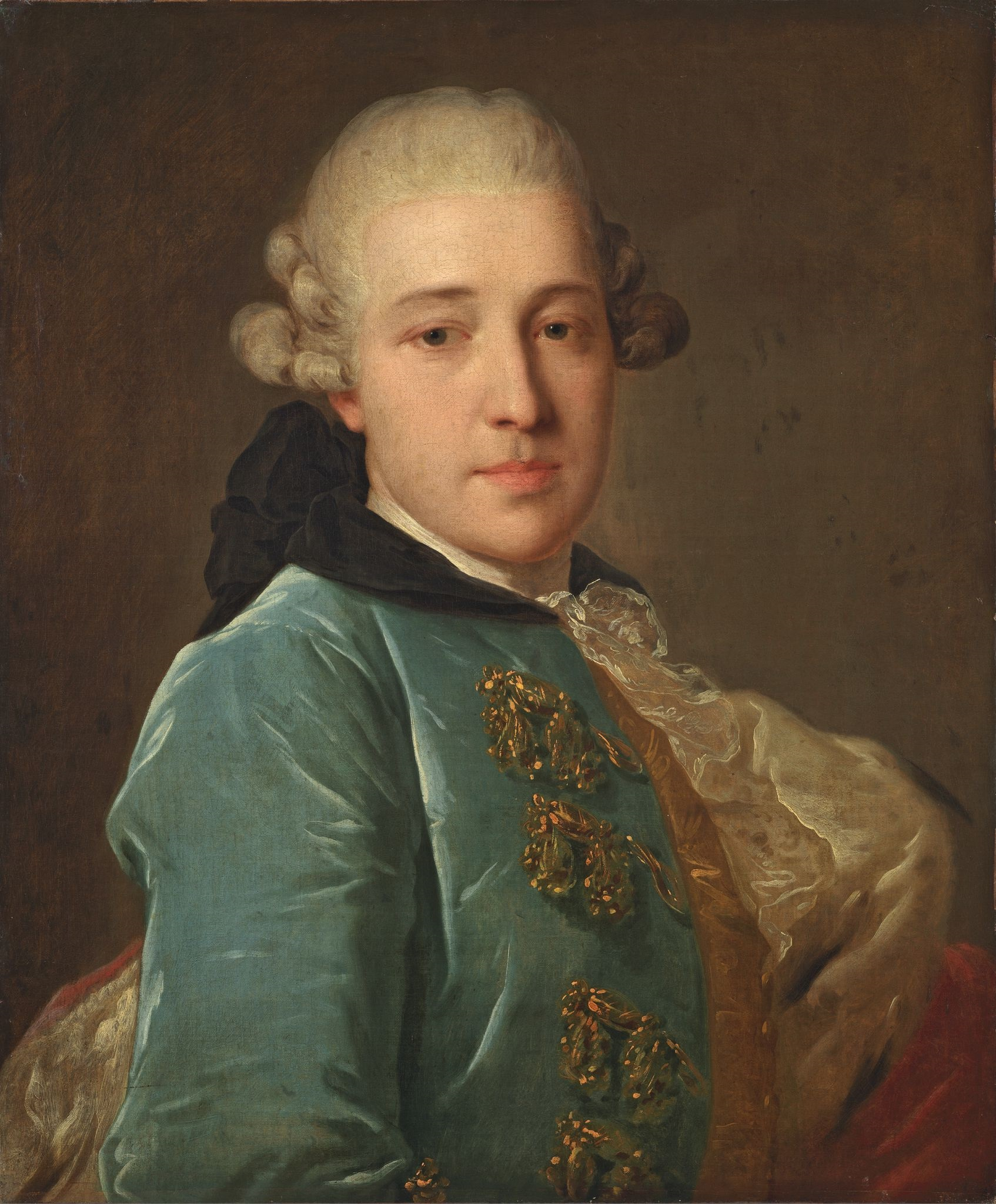
Dmitrij Michajłowicz Golicyn Młodszy (1721–1793), dyplomata
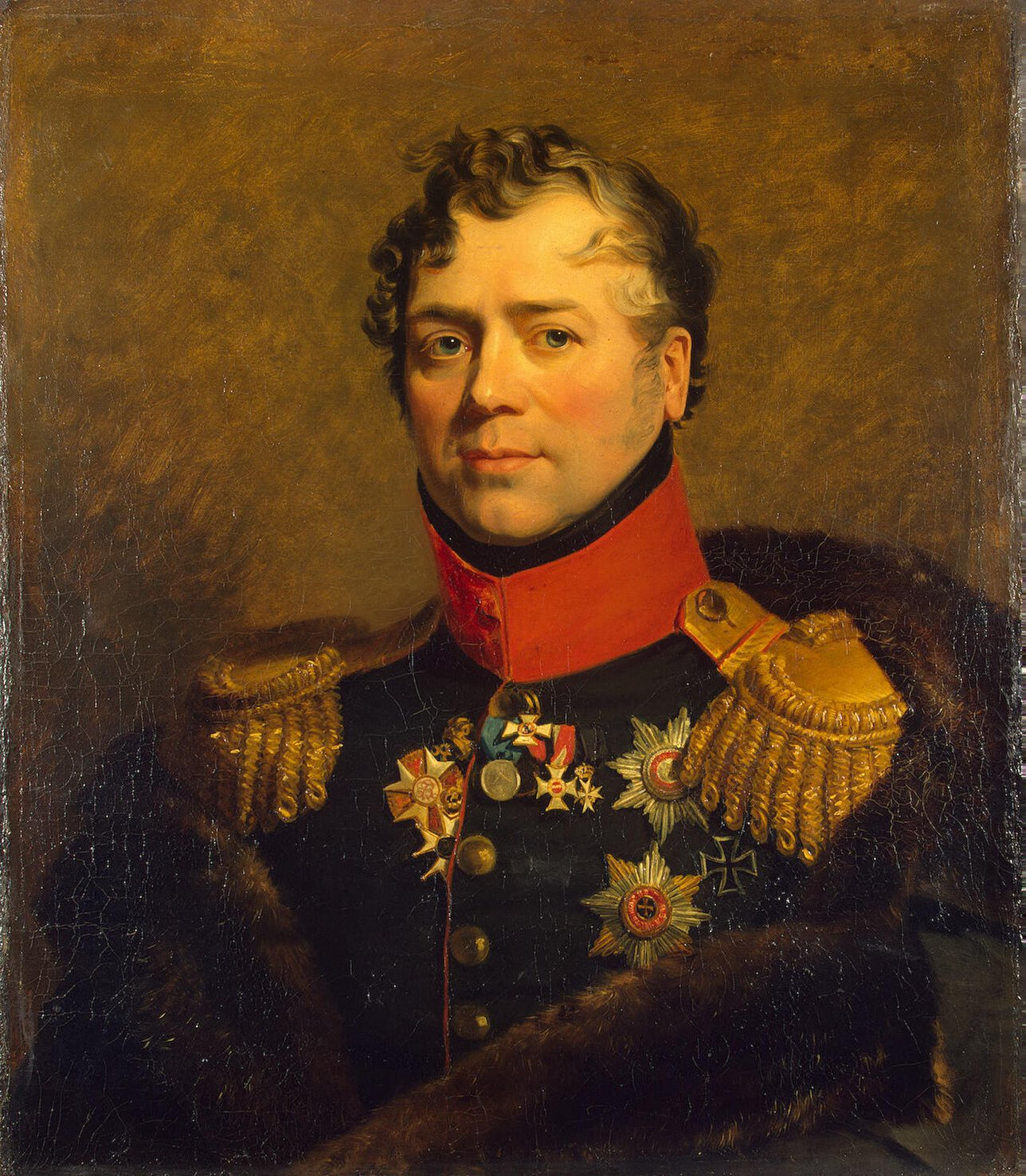
Dmitrij Golicyn (1771–1844), generał kawalerii

## Znani członkowie rodu
- Wasilij Golicyn (1643–1714), rosyjski polityk.
- Borys Aleksiejewicz Golicyn (1654–1714), szambelan dworu carskiego.
- Piotr Aleksiejewicz Golicyn (1660–1722), rosyjski dyplomata i polityk.
- Dmitrij Michajłowicz Golicyn Starszy (1665–1737), dyplomata rosyjski.
- Michaił Michajłowicz Golicyn (1675–1730), rosyjski feldmarszałek.
- Dmitrij Michajłowicz Golicyn Młodszy (1721–1793), dyplomata rosyjski.
- Michaił Michajłowicz Golicyn (1731–1804), rosyjski generał
- Dmitrij Aleksiejewicz Golicyn (1735–1803), rosyjski dyplomata.
- Demetrius Augustine Gallitzin (Dmitrij Dmitriewicz Golicyn, 1770–1840), amerykański ksiądz.
- Dmitrij Władymirowicz Golicyn (1771–1844), rosyjski generał.
- Aleksandr Nikołajewicz Golicyn (1773–1844), carski minister oświaty.
- Aleksandr Siergiejewicz Golicyn (1789–1858), generał rosyjski.
- Lew Golicyn (1845–1915), prekursor winiarstwa na Krymie.
- Borys Borysowicz Golicyn (1862–1916), rosyjski naukowiec.
- Alexander Golitzen (1908–2005), amerykański producent filmowy.
- Anatolij Golicyn-Klimow (1925–2008), oficer radzieckich służb specjalnych.